# レオノーレ序曲第3番
『レオノーレ』序曲第3番 作品72b（レオノーレじょきょくだい3ばん さくひん72b）は、ベートーヴェンが1806年の初頭に作曲した序曲である。

## 概要
オペラ『レオノーレ』（『フィデリオ』）の改訂上演（いわゆる第2版）のために、その序曲として序曲第2番を改作する形で作曲されたものである。初演はオペラの上演と同時に1806年3月29日、アン・デア・ウィーン劇場にて、イグナーツ・フォン・ザイフリート（Ignaz Xaver Ritter von Seyfried）の指揮によって行われた。
『フィデリオ』にはこの楽曲の前に1曲、後に2曲の序曲が書かれており（フィデリオ#フィデリオ序曲を参照）、単独で演奏される機会はこの『レオノーレ序曲第3番』が最も多い。グスタフ・マーラーが始めたと言われる習慣として、『フィデリオ』上演の際、第2幕第2場の前にこの序曲が挿入されることがある。

## 楽器編成
フルート2、オーボエ2、クラリネット2、ファゴット2、ホルン4、トランペット2、トロンボーン3、ティンパニ、弦五部、舞台裏にトランペット1

## 構成
ハ長調、序奏を持つソナタ形式。演奏時間は13分前後。
アダージョ、3/4拍子の序奏はG音の強奏で始まり、様々な調をさまよう。途中、木管に変イ長調の旋律が現れるが、これはオペラ第2幕冒頭のフロレスタンのアリア「人生の春の日に」（"In des Lebens Frühlingstagen"）の一節である。
主部はアレグロ、2/2拍子で、弦がシンコペーションを用いた第一主題を奏して始まる。ホルンに導かれる第二主題はホ長調に始まり、これも調的には安定しない。展開部は劇的な展開を見せ、途中で現れるトランペットのファンファーレが印象的である。
再現部は、演奏の難しさで有名なフルートのソロで第一主題が再現されて始まる。提示部通りの再現が続いたあと、第二主題の動機を用いながら静まっていくが、弦楽のパッセージがプレストのコーダを導き、熱狂的に結ばれる。